# Festa di San Marino e della fondazione della Repubblica
La festa di San Marino e della fondazione della Repubblica di San Marino è una giornata nazionale della Repubblica di San Marino.
Si celebra il 3 settembre di ogni anno e commemora non solo la festa del santo patrono della Repubblica, San Marino, ma anche la ricorrenza della fondazione della Repubblica avvenuta secondo la tradizione il 3 settembre 301 ad opera dello scalpellino di origine dalmata, appunto San Marino.
La festività si celebra con una messa solenne celebrata nella basilica del santo: la reliquia di san Marino, quindi, viene recata in processione, transitando per le vie del paese.
Il programma della festa comprende inoltre la lettura del bando dei balestrieri, la partenza del palio delle balestre, dopo una preghiera dei balestrieri al santo patrono, giochi di bandiere, sfilate del corteo storico, un concerto della banda militare della Repubblica di San Marino e giochi pirotecnici.